# Amando Bahlmann
Amando Bahlmann (Bartmannsholte, 8 maggio 1862 – Napoli, 5 marzo 1939) è stato un vescovo cattolico tedesco.

## Biografia
Durante il Kulturkampf emigrò nei Paesi Bassi e nel 1879 abbracciò la vita religiosa tra i francescani di Harreveld. Completò la sua formazione a Roma, dove fu ordinato prete nel 1888, e in seguito tornò in patria e svolse il ministero dell'insegnamento a Werl.
Nel 1890 la provincia tedesca della Santa Croce dei frati minori ricevette l'incarico di restaurare i conventi francescani del Brasile e nel 1891 Bahlmann partì volontario per Teresópolis.
Quando, nel 1907, la prelatura territoriale di Santarém fu affidata alla provincia francescana di Bahia, Bahlmann fu nominato prelato e fu consacrato vescovo a Roma nel 1908.
Per il lavoro nella prelatura, chiamò da Rio de Janeiro alcune concezioniste francescane dando inizio alla congregazione delle Suore missionarie dell'Immacolata Concezione della Madre di Dio.
Morì nel 1939 a Napoli, dove si era recato in cerca di sostegno per le missioni.

## Genealogia episcopale
La genealogia episcopale è:
- Cardinale Scipione Rebiba
- Cardinale Giulio Antonio Santori
- Cardinale Girolamo Bernerio, O.P.
- Arcivescovo Galeazzo Sanvitale
- Cardinale Ludovico Ludovisi
- Cardinale Luigi Caetani
- Cardinale Ulderico Carpegna
- Cardinale Paluzzo Paluzzi Altieri degli Albertoni
- Papa Benedetto XIII
- Papa Benedetto XIV
- Papa Clemente XIII
- Cardinale Marcantonio Colonna
- Cardinale Giacinto Sigismondo Gerdil, B.
- Cardinale Giulio Maria della Somaglia
- Cardinale Carlo Odescalchi, S.I.
- Cardinale Costantino Patrizi Naro
- Cardinale Lucido Maria Parocchi
- Cardinale Girolamo Maria Gotti,  O.C.D.
- Vescovo Amando Bahlmann, O.F.M.